# Stephen Lee (snooker)
Pour les articles homonymes, voir Stephen Lee.
Stephen Lee, né le 12 octobre 1974 à Trowbridge dans le comté de Wiltshire, est un joueur de snooker anglais, professionnel de 1992 à 2014.
Devenu professionnel en 1992, il rejoint le top 16 du classement mondial durant la saison 1997-1998 avant d'en sortir 11 ans plus tard à l'issue de la saison 2007-2008. Lee retrouve son meilleur niveau entre 2011 et 2012 et atteint pendant la saison 2012-2013 la 6e place mondiale, à une place de son meilleur classement atteint en 2001. Stephen Lee compte 5 victoires dans des tournois classés. Il atteint la demi-finale du championnat du monde en 2003, et la finale du Masters de 2008, son meilleur résultat dans un tournoi de la triple couronne.
Le 12 octobre 2012, il est suspendu par sa fédération pour suspicion de matchs truqués. Reconnu coupable en septembre 2013 d'avoir influencé le résultat de sept matchs entre 2008 et 2009, il reçoit une suspension de douze ans, jusqu'au 12 octobre 2024, le jour de son 50e anniversaire. Cette suspension précipite la fin de sa carrière puisqu'il décide de ne pas tenter un come back. 
Son fils Alfie, né en 2003, joue lui aussi au snooker à un bon niveau, évoluant sur le circuit secondaire en vue d'intégrer un jour le circuit professionnel. 

## Carrière

### Débuts (1992-1998)
Lee devient professionnel en 1992 et réalise déjà son premier quart de finale dans un tournoi comptant pour le classement, lors de l'Open d'Europe. Après avoir gagné trois matchs, il est sèchement battu par Steve Davis (5-1). Lee réitère l'année suivante au Grand Prix, mais il est encore largement battu contre Davis, ne remportant aucune manche (5-0). Il participe à son premier championnat du monde en 1995, après s'être extirpé des qualifications. Il rencontre Nigel Bond au premier tour et s'incline après une rencontre disputée (10-8). Lee intègre ensuite le top 32 mondial à l'issue d'une saison 1995-1996 constante. 
Dès la saison suivante, il s'installe dans le top 16 mondial, en partie grâce à deux nouveaux quarts de finale, à l'Open de Thaïlande et à l'Open d'Europe. L'Anglais continue sa progression en 1997-1998, disputant sa première demi-finale d'un tournoi classé, à l'occasion du championnat du Royaume-Uni, étant dominé par Ronnie O'Sullivan, 9 manches à 4. Par la suite, il rejoint une autre demi-finale, lors de l'Open d'Écosse, mais s'incline encore contre O'Sullivan (6-2). Cette nouvelle saison régulière permet à l'Anglais de grimper à la 9e place du classement mondial. 

### Meilleures années (1998-2003)
Lee monte en puissance pendant la saison 1998-1999 et remporte le premier titre classé de sa carrière au Grand Prix, au terme d'une des finales les plus déséquilibrées de l'histoire, face à Marco Fu, alors 377e joueur mondial. Lee balaye le Hong Kongais sur le score de 9 manches à 2. Le reste de la saison est très consistant pour le joueur anglais qui dispute quatre autres quarts de finale dans des tournois comptant pour le classement, dont un au championnat du monde, son premier dans ce tournoi. Cette consistance lui permet de progresser de trois places au classement de fin de saison et donc de se rapprocher des cinq premières places mondiales. Par ailleurs, il est aussi finaliste à l'Open d'Irlande 1999, un tournoi sur invitation, battu au terme de la manche décisive contre Stephen Hendry (9-8). 
La saison qui suit est à nouveau bien réussie par Lee, même s'il échoue en finale de deux tournois classés ; l'Open du pays de Galles (défaite contre John Higgins dans la manche décisive) et l'Open de Chine (défaite contre O'Sullivan). Ainsi, il continue d'améliorer son classement, culminant à la 5e place mondiale, ce qui reste son meilleur classement jamais obtenu. Par ailleurs, il s'impose à la Coupe du Millenium (tournoi sur invitation), écrasant O'Sullivan, 7 manches à 2. 
Lee ralentit quelque peu durant la saison 2000-2001, ne disputant aucune finale, ce qui lui fait perdre quelques places au classement de fin de saison. Il se reprend dès la saison d'après et remporte deux nouveaux tournois classés. Il est d'abord victorieux à la Coupe LG contre Peter Ebdon, puis triomphe à l'Open d'Écosse face à David Gray. Pendant cette saison, Lee dispute une troisième finale dans un tournoi classé (Masters de Thaïlande) mais la perd cette foi-ci, étant défait par Mark Williams (9-4). Par ailleurs, il est aussi demi-finaliste au championnat du Royaume-Uni pour la seconde fois de sa carrière, il y est battu contre Ken Doherty. De plus, au championnat du monde, il se qualifie pour un autre quart de finale dans ce tournoi, mais se fait éliminer par O'Sullivan.
La saison d'après n'est pas aussi convaincante. Toutefois, Lee réussit à retrouver le meilleur classement de sa carrière grâce à une première demi-finale au championnat du monde, son meilleur parcours dans cette compétition. Il commence par se défaire de Steve Davis au premier tour (10-7). Il vainc ensuite Jimmy White (13-11). En quart de finale, Lee vient à bout de Marco Fu (13-7). Toutefois, il passe à côté de sa demi-finale puisqu'il est largement battu par Matthew Stevens, 17 manches à 8. 

### Petite baisse de régime (2003-2010)
Dans la lignée des saisons précédentes, Lee obtient des résultats un peu moins performants lors des deux prochaines saisons, ce qui le fait redescendre à la place no 10 du classement mondial. Malgré un quatrième titre classé remporté à l'occasion de l'Open du pays de Galles en 2006 (victoire contre Shaun Murphy en finale, récent vainqueur au championnat du monde, 9-2), il continue d'avoir des résultats pauvres dans les principaux tournois, ce qui le fait redescendre au classement. C'est en tant que 13e joueur mondial qu'il rejoint la finale au Masters de snooker 2008, sa seule finale dans un tournoi majeur. Malgré des victoires confortables contre Peter Ebdon en quart de finale (6-1) et Marco Fu en demi-finale (6-2), il subit une lourde défaite contre Mark Selby, 10 à 3. Toutefois, ses résultats dans les autres tournois continuent de s'essouffler et il chute à la 26e place mondiale à la fin de l'année. 
Les deux saisons qui arrivent ne sont pas vraiment différentes et il continue de tourner autour du top 25 mondial. 

### Retour en forme (2010-2012)

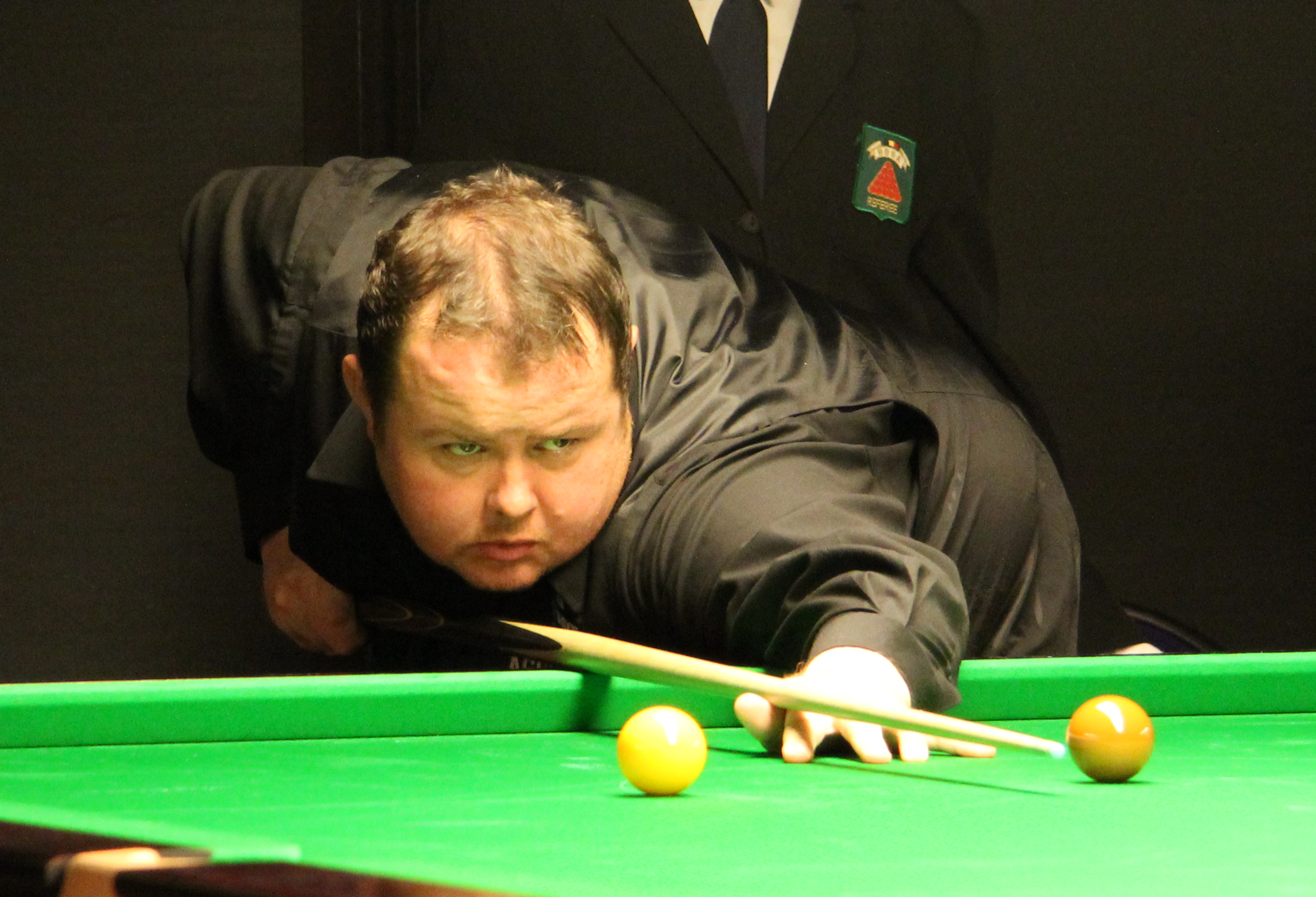
Lee au Classique Paul Hunter 2011

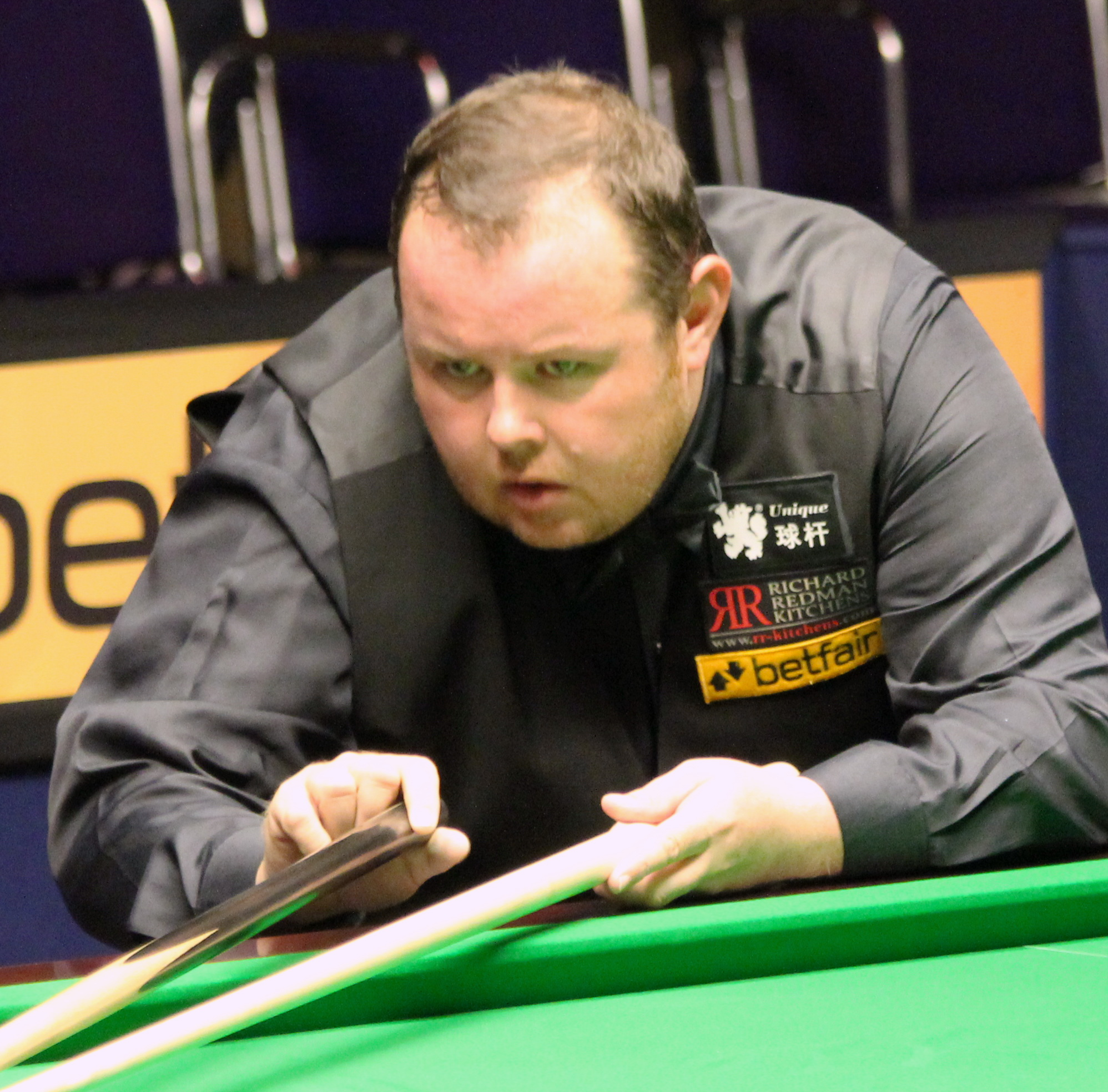
Stephen Lee effectuant un coup à l'aide du reposoir (Classique Paul Hunter 2012)

Lee semble retrouver son meilleur niveau à partir de la saison 2010-2011, lorsqu'il remporte la Coupe MIUS, une épreuve mineure du championnat du circuit des joueurs, nouvelle série de tournois mise en place au début de la saison. Il remporte la finale contre l'Écossais Stephen Maguire, 4-2. Cette victoire lui permet une qualification pour l'épreuve finale, dans laquelle il est battu en quart de finale contre Shaun Murphy (4-3). Dès la semaine suivante, il atteint un nouveau quart de finale à l'Open de Chine, s'inclinant devant Ding Junhui. 
Lee commence la saison 2011-2012 en figurant dans le top 20 mondial, ce qui ne lui était plus arrivé depuis 2007-2008. Néanmoins, le joueur anglais ne compte pas s'arrêter en si bon chemin et réalise en 2011-2012 sa saison la plus complète depuis bien longtemps. Auteur d'une bonne saison dans les tournois du championnat du circuit des joueurs, il fait partie des joueurs qualifiés pour l'épreuve finale, comme lors de la saison précédente. Il s'y qualifie pour sa première finale depuis plus de cinq ans, finale qu'il remporte contre Neil Robertson pour s'adjuger un cinquième et dernier titre classé en carrière, infligeant une première défaite à l'Australien en finale d'un tournoi de cette importance. Il est également qualifié pour une autre finale, celle de l'Open mondial, mais subit l'une des défaites les plus déséquilibrées jamais enregistrées ; 10-1, face à Mark Allen. Cette saison est aussi marquée par deux demi-finales perdues, au Masters d'Allemagne et à l'Open de Chine. Tout cela lui permet d'effectuer son retour dans le cercle très fermé des dix meilleurs joueurs mondiaux. Toutefois, cette saison est ponctuée par une déception lorsqu'il est éliminé au premier tour du championnat du monde contre le qualifié Andrew Higginson. Par ailleurs, il se démarque aussi à la Coupe du général, où il s'empare du deuxième titre non classé de sa carrière. 
Lee commence l'exercice 2012-2013 sur la même lignée, échouant en finale de la première épreuve du circuit asiatique (battu par Stuart Bingham), puis remportant la deuxième épreuve (victoire sur Ding Junhui). Toutefois, son élan est stoppé par une suspension de douze ans car il est reconnu coupable d'avoir truqué un match en 2009 (voir détails dans le paragraphe suivant). 

### Accusations de matchs truqués, suspension et fin de carrière
En 2010, Stephen Lee est arrêté pour des soupçons de tricherie lors d'un match du championnat du Royaume-Uni de 2009, soupçons basés sur des relevés de paris suspects. En octobre 2012, ces charges sont abandonnées. Dès la semaine suivante, Lee est impliqué dans un match suspect de la première ligue de snooker, au terme duquel il est battu 4-2 par John Higgins après avoir pourtant mené 2-1. Au cours de cette rencontre, les deux joueurs produisent un nombre inhabituel de coups ratés et de mauvais replacements. Lors de la dernière manche, avec deux billes restantes sur la table, Lee empoche la bille rose en ratant totalement son replacement sur la bille noire, se mettant lui-même hors-position pour empocher cette bille finale. Dès le coup suivant, il manque un coup de sécurité qui permet à Higgins d'empocher la bille et de remporter le match.
Dès la fin du match, Judd Trump questionne l'intégrité de la rencontre via Twitter, un tweet rapidement supprimé. Le lendemain, Lee est suspendu après que deux bookmakers ont rapporté des paris suspects autour de ce match. Higgins, lui-même suspendu en 2010 pour des soupçons du même ordre, n'est cette fois-ci pas inquiété. L'appel déposé par Stephen Lee auprès de la WPBSA est rejeté et sa suspension est maintenue jusqu'à la fin de l'enquête. Reconnu coupable le 25 septembre 2013, Lee est suspendu 12 ans par sa fédération.
Pouvant retrouver sa place sur le circuit à partir du 12 octobre 2024, le jour de son cinquantième anniversaire, Lee écarte néanmoins toute possibilité de retour et préfère tourner la page sur sa carrière professionnelle dans le snooker. 

## Palmarès

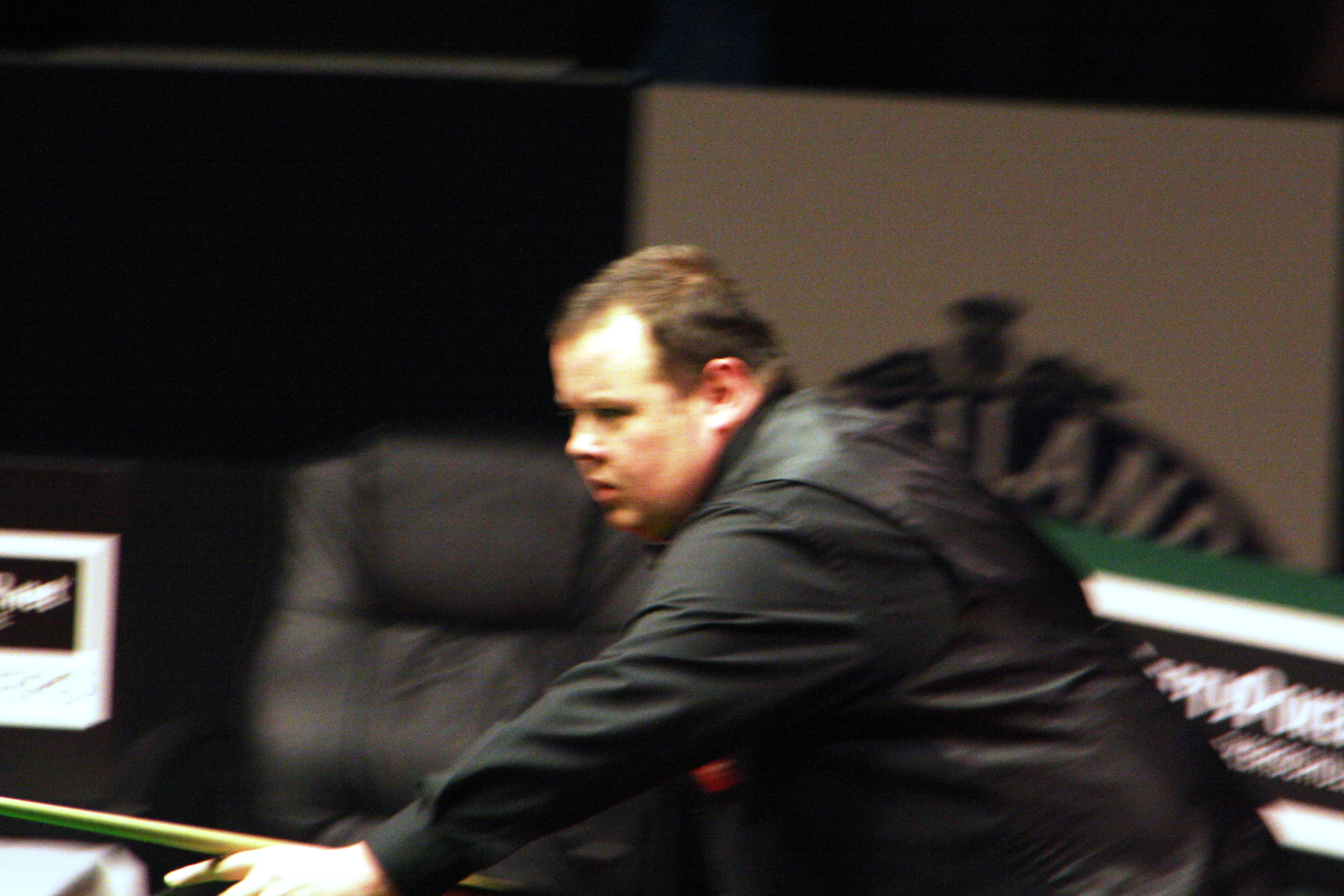
Stephen Lee (2012)

| Légende | Catégorie                      | Titres                         | Finales                        |
|         | Tournois classés               | 5                              | 4                              |
|         | Tournois classés mineurs       | 2                              | 1                              |
|         | Tournois non classés           | 2                              | 2                              |
|         | Tournois en équipes            | 1                              | 0                              |
|         | Tournois pro-am                | 4                              | 2                              |
|         | Tournois amateurs              | 1                              | 0                              |
| Gras    | Tournois de la triple couronne | Tournois de la triple couronne | Tournois de la triple couronne |

### Titres
| Saison    | Nom du tournoi                                      | Lieu        | Finaliste         | Score | Tableau |
| 1992      | Championnat d'Angleterre amateur                    | Angleterre  | Neil Mosley       | 13–8  |         |
| 1998-1999 | Grand Prix                                          | Preston     | Marco Fu          | 7-2   | Tableau |
| 1999-2000 | Coupe du millénaire                                 | Hong Kong   | Ronnie O'Sullivan | 9-2   |         |
| 1999-2000 | Coupe des nations                                   | Reading     | Pays de Galles    | 6–4   |         |
| 2001-2002 | Coupe LG                                            | Preston     | Peter Ebdon       | 9-4   | Tableau |
| 2001-2002 | Open d'Écosse                                       | Ravenscraig | David Gray        | 9-2   | Tableau |
| 2005-2006 | Open du pays de Galles                              | Newport     | Shaun Murphy      | 9-4   | Tableau |
| 2010-2011 | Open de Vienne                                      | Vienne      | Bjorn Haneveer    | 5–4   |         |
| 2010-2011 | Coupe MIUS                                          | Gloucester  | Stephen Maguire   | 4-2   | Tableau |
| 2011      | Cricket Club of India Open Invitational             | Bombay      | Jimmy White       | 10–7  |         |
| 2011-2012 | Coupe générale                                      | Hong Kong   | Ricky Walden      | 7-6   |         |
| 2011-2012 | Championnat du circuit des joueurs (épreuve finale) | Galway      | Neil Robertson    | 4-0   | Tableau |
| 2012-2013 | Open de Yixing                                      | Yixing      | Ding Junhui       | 4-0   | Tableau |
| 2012-2013 | Open des trois rois                                 | Rankweil    | Tony Drago        | 5–4   |         |
| 2013      | RKG-Khar Gymkhana Snooker Masters                   |             | Pankaj Advani     | 9–8   |         |

### Finales perdues
| Saison    | Nom du tournoi                   | Lieu         | Finaliste         | Score | Tableau |
| 1995-1996 | Tournoi pro-am Pontins (automne) | Prestatyn    | Graeme Dott       | 1–5   | Tableau |
| 1998-1999 | Masters d'Irlande                | Kill         | Stephen Hendry    | 8–9   |         |
| 1998-1999 | Open de Chine                    | Pékin        | Ronnie O'Sullivan | 2–9   | Tableau |
| 1999-2000 | Open du pays de Galles           | Cardiff      | John Higgins      | 8–9   | Tableau |
| 2001-2002 | Masters de Thaïlande             | Bangkok      | Mark Williams     | 4–9   | Tableau |
| 2007-2008 | Open d'Autriche                  | Wels         | Tom Ford          | 4–5   |         |
| 2007-2008 | Masters                          | Wembley      | Mark Selby        | 3–10  | Tableau |
| 2011-2012 | Open mondial                     | Haikou       | Mark Allen        | 1–10  | Tableau |
| 2012-2013 | Open de Zhangjiagang             | Zhangjiagang | Stuart Bingham    | 3–4   | Tableau |